# Gərmətük
Gərmətük è un comune dell'Azerbaigian situato nel distretto di Lənkəran.